# ワンヒン・ミナヨーティン
ワンヒン・ミナヨーティン（Wanheng Menayothin、1985年10月27日 - ）は、タイのプロボクサー、元ムエタイ選手。マハーサーラカーム県出身。元WBC世界ミニマム級王者。

## 来歴
13歳の時にムエタイのトレーニングを始め、ルンピニー・スタジアム王座とタイ国王座を獲得した。
2007年1月26日、ターク県ムアンターク郡テーサバーンムアン・タークでロエル・ゲイドとボクシングデビュー戦を行い、6回3-0の判定勝ちを収めた。
2007年3月30日、サムットプラーカーン県で馬一鳴とWBC世界ミニマム級ユース王座決定戦を行い、初回2分21秒TKO勝ちを収め王座獲得に成功した。
2007年10月24日、サムットプラーカーン県バーンプリー郡でアルマンド・デラ・クルスと対戦し、5回KO勝ちを収めWBCユース王座の2度目の防衛に成功した。
2008年4月25日、バンコクでソフヤン・エフェンディと対戦し、10回3-0（97-93、97-93、98-92）の判定勝ちを収めWBCユース王座の3度目の防衛に成功した。
2009年2月25日、アユタヤ県のアユタヤ歴史公園でアディ・ヌクンと対戦し、10回判定勝ちを収めWBCユース王座の6度目の防衛に成功した。
2009年10月2日、ナコーンパノム県でジャスティン・ゴールデン・ボーイと対戦し、3回2分21秒KO勝ちを収めWBCユース王座の8度目の防衛に成功した。 
2009年12月24日、バンコクの国王警護隊第11駐屯地内特設会場でジェイソン・ロトニーとWBCインターナショナルミニマム級暫定王座決定戦を行い、12回3-0（116-112、117-112、117-112）の判定勝ちを収め王座獲得に成功した。
2010年4月30日、アユタヤ県のアユタヤ歴史公園でロネル・フェレラスと対戦し、12回3-0（117-111、117-111、117-111）の判定勝ちを収めWBCインターナショナル暫定王座の初防衛に成功した。
2010年8月6日、バンコクでジェイソン・ロトニーと8ヵ月ぶりに再戦し、12回3-0（117-111、116-112、116-112）の判定勝ちを収めWBCインターナショナル暫定王座の2度目の防衛に成功した。 
2011年1月6日、ナコーンパトム県でレミー・クアンボットとWBCインターナショナルミニマム級シルバー王座決定戦を行い、10回1分57秒3-0（97-93、96-93、97-92）の負傷判定勝ちを収め王座獲得に成功した。
2011年3月31日、サラブリー県でノリ・モラレスと対戦し、6回12秒3-0（59-54、59-54、60-54）の負傷判定勝ちを収めWBCインターナショナルシルバー王座の初防衛に成功した。
2011年6月24日、バンコクワントーンラーン区のチョクチャイ4市場で元IBF世界ミニマム級王者のフローレンテ・コンデスと対戦し、12回3-0（116-112、116-112、116-112）の判定勝ちを収めWBCインターナショナルシルバー王座の2度目の防衛に成功した。
2011年9月20日、カーンチャナブリー県でジェットリー・プリシマと対戦し、11回47秒KO勝ちを収めWBCインターナショナルシルバー王座の3度目の防衛に成功した。 
2011年11月17日、ノーンカーイ県ターボー郡でクリソン・オマヤオとWBCインターナショナルミニマム級王座決定戦を行い、12回3-0（3者とも116-111）の判定勝ちを収め王座獲得に成功した。
2012年2月24日、バンコクのサイアム・ソシエティ・ホテル&カジノでジョナサン・レフヒオと対戦し、9回2分40秒TKO勝ちを収めWBCインターナショナル王座の初防衛に成功した。
2012年9月28日、チエンマイ県でヘルソン・ルザリトと対戦し、8回41秒TKO勝ちを収めWBCインターナショナル王座の2度目の防衛に成功した。
2012年12月3日、バンコクの国王警護隊第11駐屯地内特設会場でロイロ・ゴレスと対戦し、12回3-0（117-110、116-111、119-108）の判定勝ちを収めWBCインターナショナル王座の3度目の防衛に成功した。
2013年5月31日、カーンチャナブリー県でラウル・プスタ・ジュニアと対戦し、9回1分41秒TKO勝ちを収め4度目の防衛に成功した。
2013年7月24日、ピッサヌローク県でドミ・ネノケバとミニマム級契約6回戦を行い、2回TKO勝ちを収めた。   
2013年8月30日、チョンブリー県で岩橋優馬と対戦し、12回3-0（120-108、120-108、119-109）の判定勝ちを収めWBCインターナショナル王座の5度目の防衛に成功した。 
2013年12月27日、バンコクバーンケーン区ンガム・ウォン・ワン通りのサイアム・パラダイス・エンターテイメント・コンプレックスでマディッ・サダとミニマム級契約6回戦を行い、3-0の判定勝ちを収めた。
2014年4月25日、バンコクワントーンラーン区のチョクチャイ4市場でドミ・ネノケバとミニマム級契約6回戦を行い、4回TKO勝ちを収めた。
2014年11月6日、チョンブリー県ムアンチョンブリー郡でWBC世界ミニマム級王者のオズワルト・ノボアと対戦し、ノボアの9回終了時棄権により王座獲得に成功した。
2015年2月5日、ナコーンサワン県ムアンナコーンサワン郡でWBC世界ミニマム級12位のジェフリー・ガレロと対戦し、12回3-0（119-109、120-108、120-109）の判定勝ちを収め、WBC王座の初防衛に成功した。
2015年6月2日、バンコクカンナーヤーオ区でWBC世界ミニマム級25位のジェリー・トモグダンと対戦し、9回KO勝ちを収め、WBC王座の2度目の防衛に成功した。
2015年11月24日、バンコクで元PABAフライ級王者でWBC世界ミニマム級6位の裵永吉と対戦し、9回TKO勝ちを収め、WBC王座の3度目の防衛に成功した。
2016年3月3日、ナコーンラーチャシーマー県で元OPBF東洋太平洋ミニマム級王者でWBC世界ミニマム級9位の大平剛と対戦し5回2分TKO勝ちを収め、WBC王座の4度目の防衛に成功した。
2016年8月4日、チョンブリー県でWBC世界ミニマム級1位のサウル・ファレスと対戦し、12回3-0(116-112、116-113、115-113)の判定勝ちを収め、WBC王座の5度目の防衛に成功した。
2017年1月25日、ピッサヌローク県でWBC世界ミニマム級9位のメルヴィン・ジェルサレム（フィリピン）と対戦し、一進一退の攻防の末に12回3-0（114-113、114-113、115-113）の判定勝ちを収め、WBC王座の6度目の防衛に成功した。
2017年3月31日、バンコクでジェイセベル・アブセデとノンタイトル6回戦を行い、6回3-0の判定勝ちを収めた。
2017年6月3日、ラヨーン県でWBC世界ミニマム級4位のオマリ・キムウェリと対戦し、12回3-0（117-110、118-109、118-119）の判定勝ちを収め、WBC王座の7度目の防衛に成功した。
2017年11月25日、ナコーンラーチャシーマー県で元WBO世界ミニマム級王者でWBC世界ミニマム級9位の福原辰弥と対戦し、12回3-0（118-110、117-113、116-112）の判定勝ちを収め、WBC王座の8度目の防衛に成功した。この試合でロッキー・マルシアノの持つ無敗記録に並んだ。
2018年5月2日、ナコーンラーチャシーマー県でWBC世界ミニマム級1位のリロイ・エストラーダと対戦し、5回KO勝ちを収めフロイド・メイウェザー・ジュニアに並ぶ無敗記録を樹立すると共にWBC王座の9度目の防衛に成功した。
2018年8月29日、ナコーンサワン県でWBC世界ミニマム級14位のペドロ・タドゥランと対戦し、12回3-0（117-110、118-108、115-111）の判定勝ちを収め、WBC王座の10度目の防衛に成功すると共にフロイド・メイウェザー・ジュニアと並んでいた無敗記録を51に更新した。
2018年11月16日、メクティソン・マルガンティとノンタイトル6回戦を行い、6回3-0の判定勝ちを収め、デビュー戦以来の無敗記録を52に更新した。
2019年5月31日、チャチューンサオ県でWBC世界ミニマム級4位の福原辰弥と再戦し、8回にバッティングによりワンヒンが右目の上をカット、このカットで試合続行不能となり8回3-0（78-74、78-74、79-73）の負傷判定で勝利を収め、WBC王座の11度目の防衛に成功すると共に、デビュー戦以来の無敗記録を53に更新した。
2019年7月23日、ゴールデンボーイ・プロモーションズと契約した。
2019年10月25日、チョンブリー県でWBC世界ミニマム級1位のシンピウェ・コンコと対戦し、12回3-0(118-109、116-110、117-109)の判定勝ちを収め、WBC王座の12度目の防衛に成功するとともに、デビュー戦以来の無敗記録を54に更新した。
2020年2月11日、アメリカデビュー戦としてカリフォルニア州インディオのファンタジー・スプリングス・リゾート・カジノでWBC世界ミニマム級10位のマルコ・ジョン・レメンティゾとWBC王座の13度目の防衛と共にデビュー戦以来続いている無敗記録を55に更新することを目指して対戦する試合が、同年4月25日に決定したが、同年3月17日に新型コロナウイルスの影響で中止になった。
2020年6月21日、SNSで現役引退を表明した。しかし翌日には投稿を削除して引退を撤回した。
2020年11月27日、ナコーンサワン県でWBC世界ミニマム級3位のペッマニー・CPフレッシュマートと対戦し、12回0-3（113-115、113-115、113-115）で判定負けを喫しWBC王座の13度目の防衛に失敗、王座から陥落すると共にデビュー戦から続いていた無敗記録が54で止まった。
2022年3月29日、ナコーンサワン県のナコンサワン市庁舎グラウンドでWBC世界ミニマム級王者のペッマニー・CPフレッシュマートと再戦し、12回0-3（111-117、111-117、111-117）の判定負けを喫し王座返り咲きに失敗した。
2022年7月20日、チョンブリー県でWBA世界ミニマム級スーパー王者のノックアウト・CPフレッシュマートと対戦し、12回0-3（112-116、111-117、109-119）の判定負けを喫しWBC王座に続きWBAスーパー王座の獲得に失敗した。

## 獲得タイトル
- WBC世界ミニマム級ユース王座
- WBCインターナショナルミニマム級暫定王座
- WBCインターナショナルミニマム級シルバー王座
- WBCインターナショナルミニマム級王座
- WBC世界ミニマム級王座（防衛12）